# Centre de Recerca en Agrotecnologia
El Centre de Recerca en Agrotecnologia (Agrotecnio) és un centre internacional d'excel·lència, que va néixer el 2006 instal·lat a Lleida com a Fundació UdL-IRTA, que forma part dels Centres de Recerca de Catalunya, més coneguts pel seu acrònim CERCA, i desenvolupa investigacions frontereres destinades a tenir un impacte científic i econòmic important i millorar el benestar de les societats i els individus. La investigació científica d'Agrotecnio fa ús d'una àmplia gamma de disciplines en les ciències del cultiu, el medi ambient, els animals, l'alimentació i la nutrició. 'Agrotecnio' es troba al cor del Campus de l'Escola d'Agronomia (ETSEA) de la Universitat de Lleida. Entre les grans línies de recerca que configuren 'Agrotecnio' es troben l'agricultura, la ramaderia, el canvi global i biofactory, una línia de recerca fronterera entre la biomedicina i l'alimentació funcional, desenvolupament i cooperació internacional i biodisponibilitat d'aliments són els camps de recerca que vol explorar el centre.